# ئی.تی. مدرسه ما
ئی. تی. مدرسه ما (انگلیسی: Our School's E.T.; کره‌ای: 울학교 이티; لاتین‌نویسی اصلاح‌شده: Ulhakgyo Iti) یا معلم انگلیسی مدرسه ما یک فیلم کمدی درام محصول سال ۲۰۰۸ کره جنوبی به کارگردانی پارک کوانگ چون است. کیم سو رو در مدرسه یک معلم پی.ئی. (تربیت بدنی) است و زمانی که مدرسه می‌خواهد سیاست جدیدی برای آموزش زبان انگلیسی اتخاذ کند، موقعیتش به خطر می‌افتد و تصمیم می‌گیرد که یک ئی.تی. (معلم انگلیسی) (English teacher) شود.